# خورخي بيك
خورخي بيك (بالألمانية: Rufus Beck)‏ (و. 1957  م) هو مؤدي أصوات، وممثل مسرحي، وممثل أفلام، وممثل تلفزي ألماني، ولد في هايدلبرغ.

## وصلات خارجية
- خورخي بيك على موقع IMDb (الإنجليزية)
- خورخي بيك على موقع مونزينجر (الألمانية)
- خورخي بيك على موقع ألو سيني (الفرنسية)
- خورخي بيك على موقع ميوزك برينز (الإنجليزية)
- خورخي بيك على موقع أول موفي (الإنجليزية)
- خورخي بيك على موقع قاعدة بيانات الأفلام السويدية (السويدية)
- خورخي بيك على موقع ديسكوغز (الإنجليزية)
- خورخي بيك على موقع قاعدة بيانات الفيلم (الإنجليزية)
- خورخي بيك على موقع كينوبويسك (الروسية)